# Église Saint-Pierre-et-Saint-Paul de Guéret
Pour les articles homonymes, voir Église Saint-Pierre-et-Saint-Paul.
L'église Saint-Pierre-et-Saint-Paul de Guéret est une église de culte catholique érigée au XIXe siècle à Guéret, dans le département de la Creuse.